# Bab Gharbi
Bab Gharbi (arabe : الباب الغربي) est l'une des portes de la médina de Sfax. Elle est aménagée au milieu de la face ouest des remparts, au pied du Borj al-Reçace, et s'ouvre sur le quartier de Picville via l'avenue du 18-Janvier.
Cette porte est percée en 1936 en vue de décongestionner la médina et de favoriser les échanges avec la nouvelle ville extra-muros. Après sa restauration en 1960, cette entrée est dotée d'une deuxième ouverture moins monumentale et adjacente à la porte initiale. Cette porte présente l'extrémité ouest de l'axe médian est-ouest qui découpe longitudinalement le tissu urbain de la médina de Sfax.

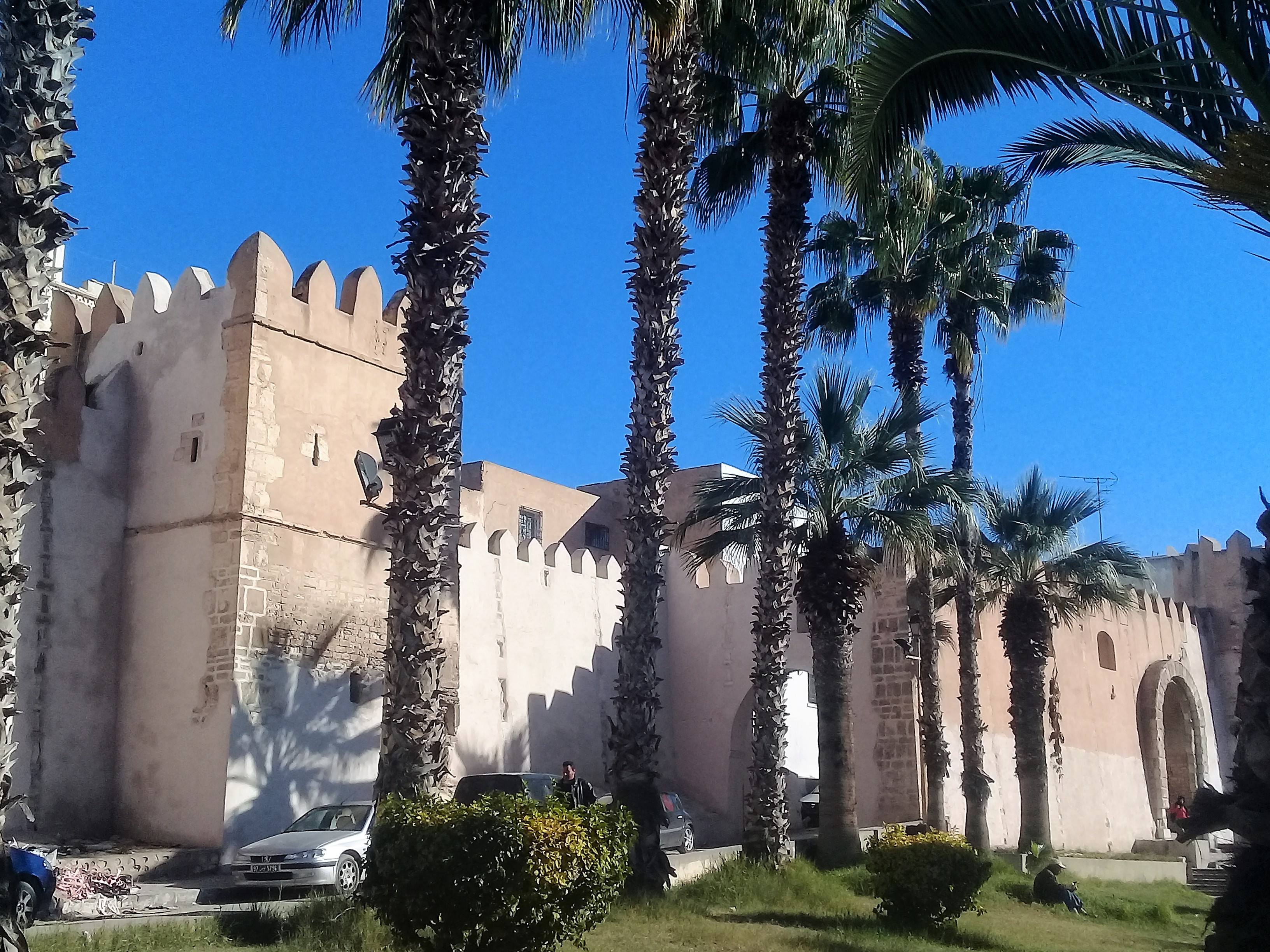
Vue de la face ouest des murailles avec la porte.
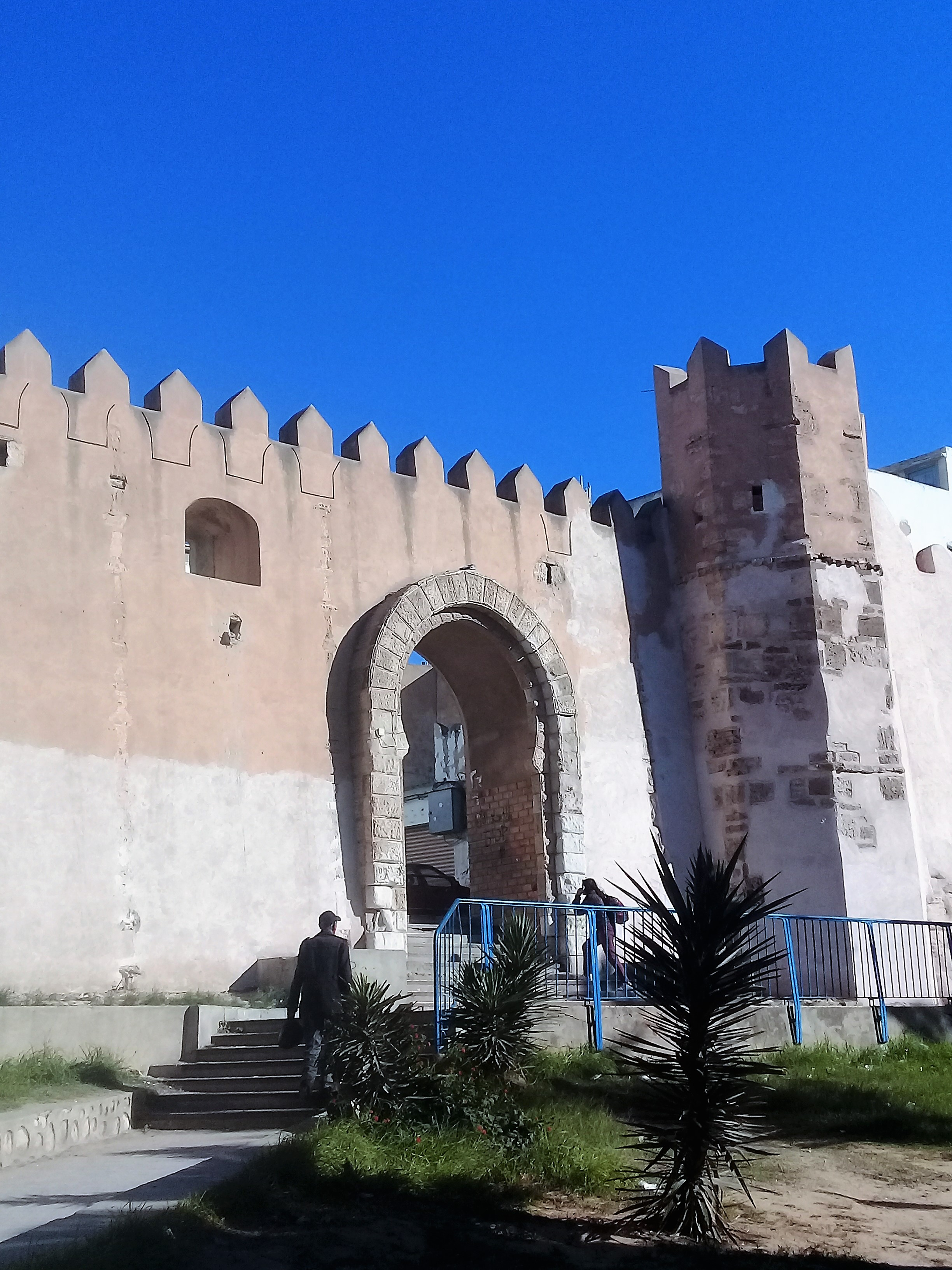
Vue de la porte accolée à une tour.